# ESOP
ESOP（イーソップ、イソップ）とは、『Employee Stock Ownership Plan（従業員による株式所有計画）』の頭文字をとったものであり、企業拠出による従業員に対する退職時雇用者株式給付制度を指す。米国ではEmployee Retirement Income Security Act（ERISA：従業員退職所得保障法）およびInternal Revenue Code （I.R.C.：内国歳入法典）において定義され、制度の租税法上の適格性要件が厳格に定められた適格退職金・年金制度であり、確定拠出型年金信託の一形態である。アイルランド及び英国（及びオーストラリア等の連邦諸国）においても、米国と同様の法制度が存在する。また、中国、ロシア、ハンガリーなどで同様の制度導入が進んでいるといわれている。
これを実現するスキームとしては、ノンレバレッジドESOPと呼ばれている株式賞与制度（stock bonus plan）とレバレッジドESOPと呼ばれるマネー･パーチェス年金（money purchase）の二つの形態がある。いずれの形態も、会社従業員に会社の資産および収益を分配する仕組みであるが、特にレバレッジドESOPは、会社の資産または将来収益を担保とするエンプロイー・バイアウトの一種として構築される。
ESOPは本来より、混合経済等の社会主義的バイアスを排除し、公正な資本主義を実現する目的をもって設立されているが、最近では、バイナリ・エコノミクス（市場経済運営パラダイム）の観点から、また、従業員による資本所有（議決権保有と利益分配への参加）の効用について、コーポレート・ガバナンスの観点から、この有効性が期待されている。
なお、ESOPをEmployee Stock Option Planと誤解したり、従業員が株式を所有するために何らかの手助けをするものをESOPと混同するきらいがあるので注意が必要である。特に、401(k)確定拠出型年金制度における自社株投資可能部分や、423ESPP（Employee Stock Purchase Plan:従業員株式買付補助制度）などをESOPに含めて考えるのは誤りである。特に、新聞記事等で日本版ESOPと称されるスキームの中には、ESOPとは思想、目的がまったく異なる従業員持株会利用スキームが含まれており、このようなスキームを、米国のESOPを参考にしたインセンティブプランなどと宣伝する悪質な金融仲介業者が数多く存在するので、注意が必要である。　

## ESOPの意義と目的
ESOPは、単に従業員が雇用者株式を所有することを指すものではなく、自由と私有財産制に基づく公正な資本主義運営を個別の企業の自助努力により実現することを目的とする制度である。
ESOPが最初に実現したのは1956年といわれるが、「ESOPについて考え始めたのは、大恐慌の底1931年である。」と発案者であるルイス・ケルソは語っている。ここで、ESOPの出発点は、米国資本主義経済が自壊する様を目の当たりにして発せられた、『資本主義とは何か』という問いにあったことが明らかにされる。（ケルソの資本主義に対する問いは、モーティマー・アドラーとの共著であるThe Capitalist Manifesto他において詳細が明らかにされている。）
この本源的な問いに「一つの明快な回答を提示し、さらにこの資本主義システムが不用意に用いられるときに起きる『富の偏在』がもたらす、社会構造に対する破壊的な挑戦（民主主義体制の崩壊、全体主義・国家支配へと向かう社会主義的性向、あるいは混合経済体制の左傾化と官僚の腐敗による社会的不公正と経済の不安定性）から、資本主義を救済する手段」としてケルソが提示したのが、『ESOP＝従業員による株式所有を実現する計画』であり、富の創造源である資本そのものを公平かつ正当に分配することによって、経済格差を是正し、資本主義の前提である自由と民主主義を実現するための究極的な手段である。
ケルソ自身は、自由と民主主義の前提に拘って、この手段を制度的強制に依らず、各企業が個別に用いることで資本主義的革命（capitalist revolution）を進行させることを説いている。この革命が目標とする具体的成果は、人間労働力の資本に対する相対的劣後に起因する雇用の減少に対する需要の確保（インフレ、デフレ、バブル等の発生を抑え、経済変動を安定化させること）と、法人所得の個人への広範な分配を可能にすることに基づく法人税率の引き下げ（これによる企業資本の競争力回復）である。これを実態に則して換言すれば、資本に労働者が従属する原始的状態からこの関係を逆転させ、労働者に資本を従属させることによって、労働組合や従業員代表制の法制化などの外部（政府等）の干渉によることなく、合法的かつ公正に労働者の（企業に対する）主権を回復し、同時に株式に付帯する権利を解放することによって、経済における人間性の復権と資本の価値の回復を実現する手段として提起されたものである（『資本主義宣言』）ということを意味する。
したがって、各企業の株式は、労働者の成果分配の一環として、雇用者企業の負担において公正に労働者に分配されなければならず、雇用者企業は自ら株式を資本家から回収して労働者に分配するか、新たに獲得された富を資本化してこれを労働者に分配することが求められる。
これに抵抗する勢力は、ウォール街に表象される金融権力であるとされるが、ケルソ自身が、レバレッジドESOPはこの勢力を資本主義革命に引きずり込むための方便として設計されたが、結局金融権力によって矮小化されていることを告発している。金融批判として、ケルソは他の著述で、労働者が資本を取得する際の金融（ローン）は、中央銀行が積極的に「無利子で」行うべきだとしている。これは、資本の果実が、労働者にではなく金融業者に渡ってしまうことを防止するためである。
この他、企業がESOPの導入に抵抗するいくつかの理由として、利益水準が低いために導入コストに耐えられない、家族所有（ファミリービジネス）を崩したくない、従業員と経営陣が対立しているなどという企業実態が挙げられているが、M&A仲介業者などが、自分たちの手数料ビジネスを失いたくないために否定的であるというものもある。このように、証券仲介業者や投資銀行は総じてESOPに否定的である。
日本でのESOPの効用についての研究は少ないが、米国を中心に多数の実証的研究がなされており、これらの孫引き的なものではあるが米国の状況についてのいくつかの論文が存在する。

## 制度概要
米国では1956年にケルソによって考案された最初のスキームが採用され、1958年にアドラーとの共著The Capitalist Manifesto（資本主義宣言） 、1961年にはThe New Capitalistの出版によりこの、資本の再分配の手段としてのコンセプトが示された。この後、1974年ERISA法において自社株式による退職給付を前提とする確定拠出型年金制度の一種として採用されるに至る。
ESOP AssociationやNational Center for Employee Ownership（NCEO）の統計に依れば、現在では約1万社が導入しているといわれ、英国でも、これに倣った制度が、1987年から導入されて広く用いられている。
ERISAでは、『主として適格な雇用者会社株式に投資する（invest primarily in qualifying employee securities）確定拠出型年金信託の一形態として規定がなされている』が、『控訴裁判所は、（中略）「雇用者会社株式に投資しなければならない」と解釈したのは誤りであったとした』のであり、会社の倒産等、従業員の将来受取資産である雇用者会社株式の財産性が失われることが予見されるような場合には、その他の年金信託等の財産保護と同様、合理的判断（すなわち、財産価値保全上の危険性にかかる受益者への警告、信託財産の現金化、制度変更等の要請または緊急時の実施等）が信託に求められている。したがって、ESOPが従業員の財産と会社の運命を共にさせるようなものであるという指摘は完全には当たっていない。また、日本国内における労働給付の原則は、生活を維持するために必要な費用については貨幣通貨によることが求められるのであり、これは退職・年金給付についても同じことが言えるのであって、ESOPを採用したからといって全ての企業年金･退職給付の運用資産が雇用者株式に代えられるということではない。
ESOPについての定義は、米国においてより厳密であるが、最低限の要件は、
1. 株式取得の費用は会社の負担により、従業員が負担するものではないこと
2. 従業員に、退職時までの担保差し入れ等を含む処分をさせないこと
3. 株式に係る議決権はすべて従業員にパススルーすること

であり、従業員に対する金銭的報酬インセンティブ、従業員の資産形成としての側面よりも、従業員が株主となることによる株式価値の顕在化、コーポレート・ガバナンスの安定、資本主義体制の堅持に必要な公正な分配、経済的自由の実現を強く意識した制度であることが理解される必要がある。
このことは、「1983年に上院議会が、再度、ESOPを伝統的な年金制度（arrangement）の代替としてではなく、会社の資本所有をその従業員（worker）へ移転する手段であると明言している」ことからも明らかである。
ケルソ自身は、資本主義宣言のなかで「いわゆる利益分配（profit-sharing）と、株式分配（equity-sharing）とははっきり区別することが必要である。前者は各世帯に消費のために使う収入を補足することを目的としたのに止まるが、後者は新しい資本家をつくることを目的にしたものだからである。株式分配がどんどんおこなわれて、こうして蓄積された株からの収入が労働者の収入に大きく加算されるようになったら、まことに占めたものである。しかし運用を誤って、労働者がこうした株を売り払い消費物資に使ってしまうというようなことになれば、このプランは台なしになる。」（『資本主義宣言』P.182）と述べている。

### 世界的な広がり
NCEOによれば、英国、オーストラリア、アイルランドで米国ESOPと同様の法制度があり、また、中国、東欧、旧ソ連邦などで民営化プロセスに類似のスキームが広く用いられている。韓国、南アフリカ共和国、フランスでも同様のスキームが採用されつつあるといわれている。

### ESOPに関する会計処理
米国におけるESOPに関する会計処理は明確である。
1. 既に分配された個人勘定にある株式については、個人の年金資産であり、会社財産とは関係がない。（オフバランス）
2. 未分配の仮勘定にある株式については、将来の会社の利益分配にあたることから、利益準備金勘定から償却勘定として控除される。
3. ESOP信託における借入金は、その返済原資が会社の将来の支出によることから、会社の負債として認識される。

レバレッジドESOPにおいて、ESOP信託が取得した時点での株式金額と、個人勘定に分配される時点での株式金額が、評価上異なることとなるが、会社の損益に影響を及ぼすわけではないので、分配される利益勘定の調整（資本取引）によって実際の分配額との差額の反映が行われることとなる。
日本におけるESOPの会計処理については、確定的なものは示されていないが、現状採用されているESOPスキームは米国と異なり負債を用いないため、より簡略な会計処理が可能と考えられる。例えば、米国ESOPと異なり、個人勘定と仮勘定が明確に分離されていないが、従業員個人への分配株式数が制度上確定した時点で、会社の勘定から切り離すことが可能であろう。また、米国会計ではESOP独特の償却勘定が用意されているが、日本ではこのような会計科目が存在しないため、純資産からの控除は困難なことから、ESOP信託に対する企業拠出が行われた時点で、将来給付資産の取得として資産計上し、従業員個人への分配分を時点償却する方法があり得るものとされる。一方で、純資産からの控除項目が他にないため、自己株式勘定を流用する方法もあり得るが、実際の自己株式との区別がつかないこととなり、実態が不明確になるため好ましい方法とは思われない。各方面からの指摘のとおり、明確な会計ルールの策定が待たれるところである。

## 日本版ESOP創設への動き
日本版ESOP創設への動きとして、2001年に経済同友会社会保障改革委員会による政策提言の一項目として、米国型ESOP制度の導入が謳われている。
日本で最初に導入されたESOPは、2005年に三洋電機が設立した基金型ESOPであるといわれている。みずほフィナンシャルグループが開発した日本版ESOPの採用は、2009年のダイドーリミテッドが最初である。
旧来より存在する従業員持株会制度と名称が似ていること、ESOPについての研究が殆どされていないなどの理由から、理解に混乱が見られ、会社が信託を用いて自社株式を先行取得し、事後的に従業員持株会に売却するスキームを日本版ESOPと称している記事等が散見される。このような理解の混乱は、「従業員株式所有制度」という訳語が、会社従業員が自社の株式を所有するための制度全般を指すように捉えられるための誤った解釈から生じるものと思われるが、ESOPの厳格な定義と本来の目的と思想的な背景を理解すれば、このような解釈にたどり着くことはないといえる。
また、日本では敵対的買収の脅威が喧伝される一時のブームが起き、これに対抗する方法として、従業員が売れないようにして株式を持たせてしまえば、会社経営者の保身を目的とする買収防衛スキームや安定株主対策として機能すると考える向きもあるが、このような考え方はESOPの本質から完全に逸脱しており、株式報酬制度そのものの継続、ESOP信託によって株式保有を継続するかどうかの判断は、経営者側にではなく完全に従業員に委ねられている必要があるということを理解していないための誤解であるといえる。
実際の導入事例をみてみると、米国ESOPと同様効果をもつ退職給付型の日本版ESOP制度としては、先に挙げた三洋電機による基金型ESOPの導入が本邦初の事例と考えられ、以下、ダイドーリミテッド、川崎地質、中道リース、エン・ジャパン、ピーシーデポコーポレーション、橋本総業、ウェルネット、デンヨー、西松屋、アイダエンジニアリング、第一生命保険といった会社が導入もしくは導入を決定している。（2010年10月現在）また、従業員の経営参加ではなく自社株式の退職給付のみに特化した擬似的なスキームとしては、三菱UFJ信託銀行が開発したストック・リタイアメント・トラストがあり、これは日本駐車場開発、バルスといった会社が導入している。